# 756
756 (DCCLVI) fue un año bisiesto comenzado en jueves del calendario juliano (que estaba en vigor en aquella fecha).

## Acontecimientos
- 18 de enero: en la capital oriental china de Luoyang ―en el marco de la rebelión de An Lushan― el ejército de 200 000 miembros del general rebelde An Lushan derrotan a las fuerzas leales bajo Feng Changqing. Los rebeldes cruzan el río Amarillo y marchan para capturar las ciudades de Chenliu y Yingyang.[1]
- En el Imperio chino, una guarnición Tang de 2000 hombres, liderados por Zhang Xun, defiende con éxito su fortaleza contra el ejército rebelde en Yongqiu en la batalla de Yongqiu. Zang logra una victoria después de un asedio de cuatro meses, y evita que los rebeldes capturen el fértil territorio Tang al sur del río Huai.
- 5 de febrero: en Luoyang, An Lushan se declara emperador y establece un nuevo imperio, llamado Gran Yan. Empuja hacia la capital principal de Tang en Chang'an (ahora Xi'an). An Lushan decide apoderarse del sur de China y cortar los refuerzos leales. Mientras tanto, numerosos soldados se unen a la rebelión.
- 15 de marzo: cerca de la villa malagueña de Alameda (en la península ibérica), Abd al-Rahman Al-Dajil vence a su oponente Yusuf ibn Abd al-Rahman al-Fihri (valí de al-Ándalus) en la batalla de Alameda. Poco después del éxito, estableció el emirato de Córdoba, el imperio del exilio de los omeyas.
- En mayo: en China, el emperador Xuan Zong contrata a 4000 mercenarios musulmanes para ayudar a defender a Chang'an contra los rebeldes. Las fuerzas leales toman posiciones defendibles en los pasos de montaña, pero el canciller Yang Guozhong les ordena que abandonen sus puestos. An Lushan aplasta a las tropas de la dinastía Tang, dejando la capital abierta de par en par.
- 4 de junio: en Japón, el emperador Shōmu (retirado desde 749) muere en Nara. Su esposa Kōmyō dedica más de 600 artículos al Gran Buda, y dona grandes sumas de dinero al tesoro Shōsō-in en Tōdai-ji.
- En junio: en el norte de la península itálica, después de que Astolfo (rey de los longobardos), se niega a darle al papa Esteban II el Exarcado de Rávena, el rey Pipino el Breve nuevamente se levanta contra él y lo derrota.
- 7 o 9 de julio: en China, An Lushan derrota al ejército imperial y avanza hacia Chang'an.[2][3]
- 14 de julio: en China, Xuan Zong huye (junto con la corte imperial) de la capital de Chang'an hacia Sichuan, mientras las fuerzas rebeldes avanzan a través del paso de Tongguan hacia la ciudad. Mientras tanto, An Lushan está enfermo, tal vez con diabetes. Está casi ciego y sufre de extrema irascibilidad.
- 15 de julio: en China, los guardias imperiales le ordenan a Xuan Zong que ejecute a Yang Guozhong, obligándolo a suicidarse o enfrentarse a un motín. Él permite que su consorte Yang Guifei sea estrangulado por su principal eunuco. An Lushan asesina a otros miembros de la familia del emperador.
- 12 de agosto: en China, Xuan Zong abdica del trono después de un reinado de 44 años. Le sucede su hijo Su Zong como emperador de la dinastía Tang. Contrata a 22 000 mercenarios musulmanes para reforzar su ejército diezmado en Lingzhou.
- 19 de noviembre: en Xianyang (China), las fuerzas de la dinastía Tang son derrotadas, con más de 40.000 hombres fallecidos y heridos.[4]
- En la región de Murcia (península ibérica) se pone fin al último imperio visigodo autónomo de Teodomiro, que se incorporará al emirato.
- En el thema de los tracesianos (el territorio cívico-militar balcánico) a lo largo de la frontera bizantina del río Danubio ―en el marco de la Guerra búlgaro-bizantina (680-1335)― el emperador Constantino V ordena la construcción de una serie de fortificaciones, y comienza a establecer cristianos armenios y sirios. En respuesta, Kormisosh (kan del Imperio búlgaro) exige el pago de tributo. Constantino se niega, y los búlgaros atacan Tracia, alcanzando el Muro de Anastasio que se extiende entre el mar Negro y el mar de Mármara (cerca de las afueras de Constantinopla).
- Alrededor del delta del Danubio y cerca de la villa fortaleza de Markeli (347 km al este de la ciudad de Sofía, capital de la actual Bulgaria), Constantino V envía una fuerza expedicionaria bizantina (500 barcos y 6000 caballerías) a Tracia, y derrota a los búlgaros en la batalla de Marcelae. Kormisosh se ve obligado a aceptar un tratado de paz y confirma la frontera existente. Debido a la constante crisis política, el Imperio búlgaro queda al borde de la destrucción. Kormisosh es depuesto durante un golpe de palacio y es sucedido por Vinekh, un miembro del clan Vokil.
- Los Estados Pontificios (en la península itálica) se han establecido finalmente de conformidad con los compromisos de 754 (donación pipiniana).
- Cerca de Pavía (Lombardía), el rey Astolfo muere en un accidente de caza, y es sucedido por Desiderio como rey de los lombardos. El antiguo rey Ratchis intenta sin éxito tomar el trono, pero Esteban II se opone.
- En Venecia (península itálica) Galla Gaulo es depuesto, cegado y exiliado. Le sucede Domenico Monegario como el sexto dux de Venecia. Durante su reinado, los venecianos se convirtieron en comerciantes marítimos.
- En el Castillo de Dumbarton (22 km al oeste de Glasgow, capital de la moderna Escocia, a lo largo del río Clyde), Oengus I (rey de los pictos) y Eadberht (rey de Northumbria) atacan a Dumnagual III (rey de Strathclyde) en la batalla de Newanbirig. Sin embargo, toda la fuerza de Eadberht es eliminada posteriormente, probablemente por los britanos.
- En las islas británicas, Cuthred (rey de Wessex), muere después de un reinado de 16 años. Le sucede su pariente lejano Sigeberto.
- A 11 km al norte de la basílica de Notre-Dame, en París (Francia), las reliquias del siciliano san Vito se transfieren a la basílica de Saint-Denis.
- En Basora (Irak moderno), el escritor y pensador musulmán Ibn al-Muqaffa es torturado por orden del califa zoroastriano al-Mansur. Le cortan las extremidades y, aún vivo, lo arrojan dentro de un horno.

## Nacimientos
- Abo de Tiflis, mártir cristiano (f. 786)
- Ekbert I, aristócrata («duque de Sajonia») sajón (f. 811)
- Abu Nuwas, poeta musulmán iraní (f. 814)
- Fujiwara no Uchimaro, aristócrata japonés (f. 812)
- Ibrahim I, aristócrata y militar tunecino, emir de los aglabíes (f. 812)
- Ismail ibn Ibrahim, erudito musulmán uzbeko (f. 810)
- Li Yijian, canciller chino de la dinastía Tang (f. 822)
- Nicéforo, aristócrata bizantino, hijo del emperador Constantino V (o 758)

## Fallecimientos
- 4 de junio: Shōmu, emperador japonés (n. 701).
- 15 de junio: Lotario de Séez, obispo normando-francés (n. 685).
- 15 de julio: Yang Guifei, mujer china (n. 719), concubina del emperador chino Xuanzong.
- Astolfo, aristócrata («duque de Friuli» y «rey de los lombardos») italiano (n. 725).
- Cuthred, aristócrata («rey de Wessex») y militar inglés.
- Dantidurga, aristócrata y militar indio, fundador del Imperio rastrakuta (n. 735).
- Feng Changqing, militar chino, general de la dinastía Tang.
- Forggus mac Cellaig, aristócrata («rey de Connacht») y militar irlandés.
- Gao Xianzhi, militar chino, general de la dinastía Tang.
- Ibn al-Muqaffa, escritor musulmán.
- Wang Changling, poeta y funcionario chino (n. 698).
- Yang Guozhong, diplomático chino, canciller de la dinastía Tang.